# Diócesis de Yei
La diócesis de Yei (en latín: Dioecesis Yeien(sis) y en inglés: Roman Catholic Diocese of Yei) es una circunscripción eclesiástica latina de la Iglesia católica en Sudán del Sur, sufragánea de la arquidiócesis de Yuba. Desde el 21 de marzo de 1986 el obispo de la diócesis es Erkolano Lodu Tombe.

## Territorio y organización
La diócesis extiende su jurisdicción sobre los fieles católicos de rito latino residentes en el condado de Mundri en el estado de Ecuatoria Occidental, y el condado de Yei en el estado de Ecuatoria Central.
La sede de la diócesis se encuentra en la ciudad de Yei, en donde se halla la Catedral de Cristo Rey. 
En 2020 el territorio estaba dividido en 9 parroquias.

## Historia
La diócesis fue erigida el 21 de marzo de 1986 con la bula In Dominico agro del papa Juan Pablo II separando territorio de la diócesis de Rumbek.
El Ejército Popular de Liberación de Sudán capturó Yei el 7 de enero de 1997 y la mantuvo en su poder hasta los acuerdos de paz que pusieron fin a la guerra civil de 1984 a 2005. Sudán del Sur declaró su independencia el 9 de julio de 2011. Como resultado de la guerra civil de Sudán del Sur, para 2016 la ciudad de Yei se hallaba casi despoblada.

## Episcopologio
- Erkolano Lodu Tombe, desde el 21 de marzo de 1986

## Estadísticas
De acuerdo al Anuario Pontificio 2021 la diócesis tenía a fines de 2020 un total de 231 950 fieles bautizados.
| Año                                                                             | Población            | Población | Población      | Sacerdotes | Sacerdotes    | Sacerdotes    | Bautizados por sacerdote | Diáconos permanentes | Religiosos | Religiosos | Parroquias |
| Año                                                                             | Bautizados católicos | Total     | % de católicos | Total      | Clero secular | Clero regular | Bautizados por sacerdote | Diáconos permanentes | Varones    | Mujeres    | Parroquias |
| ------------------------------------------------------------------------------- | -------------------- | --------- | -------------- | ---------- | ------------- | ------------- | ------------------------ | -------------------- | ---------- | ---------- | ---------- |
| 1990                                                                            | 52 125               | 245 000   | 21.3           | 4          | 4             |               | 13 031                   |                      |            |            | 5          |
| 1997                                                                            | 170 810              | 440 700   | 38.8           | 13         | 12            | 1             | 13 139                   |                      | 1          |            | 6          |
| 2000                                                                            | 174 200              | 445 000   | 39.1           | 20         | 16            | 4             | 8710                     |                      | 5          |            | 7          |
| 2001                                                                            | 176 400              | 446 400   | 39.5           | 14         | 12            | 2             | 12 600                   |                      | 3          |            | 10         |
| 2003                                                                            | 219 100              | 448 200   | 48.9           | 17         | 14            | 3             | 12 888                   |                      | 3          | 4          | 10         |
| 2004                                                                            | 220 000              | 450 100   | 48.9           | 16         | 14            | 2             | 13 750                   |                      | 2          | 4          | 8          |
| 2010                                                                            | 249 126              | 519 343   | 48.0           | 21         | 16            | 5             | 11 863                   |                      | 6          | 4          | 7          |
| 2012                                                                            | 348 620              | 740 250   | 47.1           | 18         | 14            | 4             | 19 367                   |                      | 5          | 6          | 7          |
| 2014                                                                            | 410 200              | 833 965   | 49.2           | 17         | 11            | 6             | 24 129                   |                      | 8          | 7          | 8          |
| 2017                                                                            | 416 571              | 851 599   | 48.9           | 5          | 5             |               | 83 314                   |                      |            |            | 9          |
| 2020                                                                            | 231 950              | 472 600   | 49.1           | 6          | 6             |               | 38 658                   |                      |            |            | 9          |
| Fuente: Catholic-Hierarchy, que a su vez toma los datos del Anuario Pontificio. |                      |           |                |            |               |               |                          |                      |            |            |            |